# ラ・リカマリー
ラ・リカマリー （La Ricamarie）は、フランス、オーヴェルニュ＝ローヌ＝アルプ地域圏、ロワール県のコミューン。

## 地理
ラ・リカマリーはオンデーヌ川谷に位置する。コミューン役場の標高は580mである。コミューンは県の南部に位置し、ピラ山地と境界を接し、オート＝ロワール県に近い。コミューンの土地は、ロワールの石炭盆地の上に位置している。
コミューンを2本の高速道路が通る。1つは国道88号線でサンテティエンヌ都市圏の町フィルミニーからル・ピュイ＝アン＝ヴレの間を走り、もう1つはオートルート A72（ロアンヌからクレルモン＝フェラン間）の代替ルートである県道201号線で、国道88号線へ向かいコミューン内のインターチェンジで交差する。
TERローヌ・アルプの路線が停車するラ・リカマリー駅がある。

## 歴史
現代に入ってから行われた事業と発展は、産業と石炭鉱業の確立と一致して行われたが、おそらく古代の定住地の全てか一部を破壊してしまった。ブテオン（Bouthéon）という古いオッピドゥムの存在は、位置が未確認であり、現在もどのような考古学研究においても確認がされていない説となっている。現在のラ・ロミエール地区は、リヨンからル・ピュイ＝アン＝ヴレへの道をつなぐ古い巡礼路la Via romipedum a Lugduno ad Podiumに位置していた。
14世紀、現在のコミューンの面積内にあった病院について言及されている。
15世紀までこの地はティルガルヌ（Tiregarne）と呼ばれていた。その後Rycamarie、そしてRicamarieとなった。これはおそらく、Raquamier氏またはRécamier氏という所有者の名前から派生した · 。別の架空の語源があり、採掘がおこなわれた昔と関連してラテン語源で豊かな鉱山を意味する、ricaminaまたはricamineraであったとする。
1711年まで、ラ・リカマリーの教区はサンテティエンヌ教区に依存していた。
ラ・リカマリーがコミューンとなったのは1843年である。

### 18世紀以降
主に原始の産業であったのは、オンデーヌ流域に根を下ろしていた鍛冶場、ラ・リカマリーの開発分野の元となった炭鉱であった。1709年には既に3か所の鉱山があり、1843年のコミューンには鉱山会社4社があって、1841年以来、1つの地元有力者の管理下にあった。
ロワール川とローヌ川、そしてリヨンとル・ピュイ＝アン＝ヴレという2本の通信軸の交差地点にあったラ・リカマリーは、ヴァルブノイト（現在はサンテティエンヌの地区）、サン・ジュネスト・マリフォー、モントー、ル・シャンボン＝フジュロルの間で分割された。19世紀半ばのこうした状況が、人や鉄道貨物の管理を困難にし、独立してコミューンとなることを決定させた。
ラ・リカマリーは、自らの生活と労働環境の改善を求めるフランス人鉱山労働者たちの闘争の中心地だった。1869年6月16日、ブリュレという場所で、最も重要な事件が起きた。第4歩兵連隊は、ブリュレの涸れ谷に集まった群衆に向けて発砲したのである。ブリュレの銃撃では、生後16か月の幼児を含む14人が死亡し、大勢の負傷者が出た。1869年10月、アヴェロン県のオバン炭鉱で同様の事件があり、14人が殺害された。

## 人口統計
| 1962年 | 1968年 | 1975年 | 1982年 | 1990年 | 1999年 | 2004年 | 2014年 |
| ------ | ------ | ------ | ------ | ------ | ------ | ------ | ------ |
| 11902  | 11539  | 10426  | 9644   | 10246  | 8438   | 8073   | 7848   |

参照元:1962年から1999年までは複数コミューンに住所登録をする者の重複分を除いたもの。それ以降は当該コミューンの人口統計によるもの。1999年までEHESS/Cassini、2006年以降INSEE。

## 姉妹都市
- ピスコヴィツェ、ポーランド